# Olhos Negros (canção)
Uma das primeiras 
edições de Olhos Negros.
Olhos Negros (em russo Очи Чёрные [Ochi Chornye]) é uma canção russa do gênero romântico. Sua letra foi escrita pelo poeta e escritor Evgeny Pavlovich Grebinka (em ucraniano Євге́н Па́влович Гребі́нка). O poema foi publicado na Literaturnaya gazeta no dia 17 de janeiro de 1843. A canção inspira-se numa valsa do alemão Florian Hermann, organizado por S. Gerdel, e sua primeira apresentação, já como canção do gênero romântico foi em 7 de março de 1884.

No livro "The Book of World-famous Music: Classical, Popular, and Folk" publicado em 2000, o autor, J.Fuld, menciona que um musicólogo soviético tinha informado a ele que Ochi Chornye não é "uma canção tradicional russa, mas uma canção de cabaré", publicada em um livro de canções por A. Gutheil em 1897, e mencionou, no nº 131, como um romance "baseado na melodia da Valse Hommage de Florian Hermann.

## Canção e letra traduzida

### Tradução
| Russo | Português |
| --- | --- |
| Очи чёрные, очи жгучие, Очи страстные и прекрасные! Как люблю я вас! Как боюсь я вас! Знать, увидел вас я не в добрый час! Очи чёрные, жгуче пламенны! И манят они в страны дальние, Где царит любовь, где царит покой, Где страданья нет, где вражде запрет! Не встречал бы вас, не страдал бы так, Я бы прожил жизнь улыбаючись. Вы сгубили меня, очи чёрные, Унесли навек моё счастие. Очи чёрные, очи жгучие, Очи страстные и прекрасные. Вы сгубили меня, очи страстные, Унесли навек моё счастие... Очи чёрные, очи жгучие, Очи страстные и прекрасные! Как люблю я вас! Как боюсь я вас! Знать, увидел вас я не в добрый час! | "Olhos negros, olhos ardentes," "Olhos lindos e apaixonados! Como amo vocês! Como temo vocês! Acho que não os avistei em boa hora! Olhos negros queimando em chamas! Eles chamam a terras distantes Onde reina o amor, onde reina a paz, Onde ninguém sofre nem pode brigar!" "Não os encontrasse, não sofreria tanto, Eu passaria minha vida sorrindo. Vocês me arruinaram, olhos negros, Levaram para sempre minha alegria." "Olhos negros, olhos ardentes, Olhos lindos e apaixonados! Me arruinaram, olhos apaixonados, Levaram para sempre minha alegria..." "Olhos negros, olhos ardentes, Olhos lindos e apaixonados! Como amo vocês! Como temo vocês! Acho que não os avistei em boa hora!" |